# Lớp dòng chảy
Trong thủy văn học, lớp dòng chảy của một lưu vực trong một thời đoạn (giai đoạn) là lớp nước giả định thu được nếu ta lấy toàn bộ tổng lượng dòng chảy của lưu vực trong thời đoạn đó rải đều trên bề mặt lưu vực.
Lớp dòng chảy được tính bằng tỉ số giữa tổng lượng dòng chảy chia cho diện tích lưu vực.
{\displaystyle y=k\times {W \over F}}
Trong đó:
- y là lớp dòng chảy
- W là tổng lượng dòng chảy
- F là diện tích lưu vực
- k là hệ số chuyển đơn vị, không thứ nguyên.

Nếu y tính bằng mm, W tính theo m³, F tính theo km² thì k = 0.001